# Sciroppo di ipecac
Lo sciroppo di ipecac, chiamato anche sciroppo di ipecacuanha, deriva dalla pianta di ipecacuanha ed è un emetico (provoca il vomito) e un espettorante. Come espettorante, da tempo non viene più usato ed è più comune il suo uso per provocare il vomito in caso di avvelenamento e sovradosaggio di farmaci.

## Origine
Le piante producono un'ampia gamma di prodotti e sostanze chimiche, in genere sintetizzate a scopo di difesa contro microbi e parassiti (fitoalexine) e al fine di scoraggiare gli erbivori.
L'ipecacuana (Carapichea ipecacuanha) è un arbusto perenne e sempreverde originario del Centro e Sud America. L'arbusto è molto coltivato in Brasile (Ipeca di Rio o del Brasile), e in Malaysia. Appartiene alla famiglia delle Rubiacee/Psychotriee. Dalla pianta si estrae la tintura madre che contiene, oltre ad altre sostanze, l'emetina, la cefelina e la psicotrina, tre alcaloidi ad azione espettorante, emetica e antidiarroica.
Anche l'Alangium lamarckii Thwaites (Alangiaceae), una pianta originaria dell'India, produce alcaloidi analoghi.

## Preparazione
La preparazione commerciale di ipecacuana consiste di un estratto alcolico di radici e rizomi di radice di ipecacuana al 25%. La restante parte è composto da glicerina, sciroppo di zucchero e metilparaben. La radice di ipecacuana in sé è un veleno, ma in considerazione della concentrazione raggiunta dagli alcaloidi e per la sostanziale incapacità da parte del paziente di trattenere in stomaco la soluzione ingerita, raramente è mortale.

## Usi medici
L'emetina, uno dei tre principali alcaloidi estratti dalla Ipecacuana, richiama anche nel nome quella che è la principale applicazione fitoterapica dell'Ipecacuana, cioè la capacità di indurre il vomito. L'effetto è dovuto sostanzialmente all'azione irritante sulla mucosa gastrica e in parte allo stimolo diretto sul centro del vomito.
La specialità medicinale è utilizzata per ridurre l'assorbimento di eventuali tossici ingeriti. L'azione ha migliori probabilità di riuscita quando l'ipecac è somministrato rapidamente dopo l'ingestione del tossico. L'efficacia dello sciroppo di ipecacuana nel migliorare la prognosi del paziente intossicato non è stata mai valutata con adeguati studi clinici. La sua validità nel prevenire l'assorbimento di tossici è stata documentata unicamente per un limitato numero di sostanze e viene sostanzialmente ridotta se lo sciroppo è somministrato dopo più di 30-90 minuti dopo l'ingestione del tossico.
Dal XVII fino al XX secolo l'ipecacuana è stata utilizzata anche in sciroppi per la tosse per le sue qualità espettoranti. In passato fu anche utilizzata come componente della cosiddetta polvere di Dover. Al giorno d'oggi può essere utile per la lavanda gastrica.

## Dosaggio
Il dosaggio tipico per un adulto è di uno o due cucchiai da tavola (15-30 mL) seguiti dall'assunzione di due o tre bicchieri d'acqua. Il vomito dovrebbe sopraggiungere nel giro di mezz'ora. Se non si ha risposta entro 20-30 minuti è possibile assumere un'ulteriore dose.

## Controindicazioni
Il prodotto non deve essere somministrato a quei pazienti le cui condizioni (coma, stato di incoscienza o profondo stato di sopore) possono comportare ab ingestis (passaggio del materiale vomitato nelle vie aeree). Similmente non deve essere assunto da pazienti che possono aver ingerito prodotti corrosivi (acidi forti o alcali) o che potrebbero essere pericolosi se aspirati (petrolio o suoi distillati come kerosene, gasolio oppure olio, detergenti e sostanze simili).

## Controversie
Lo sciroppo di ipecac è stato usato per lungo tempo e molti ne raccomandavano addirittura un uso 'domestico' in caso di avvelenamento in età pediatrica, spesso con consulenza telefonica di un medico o di un centro antiveleni. Tuttavia negli ultimi anni è stato posto in dubbio l'utilizzo di tale presidio, così come della lavanda gastrica, del carbone attivo o dell'uso di catartici nella decontaminazione gastrointestinale in caso di avvelenamento.
La recente letteratura scientifica è abbastanza univoca nell'affermare che l'atto del vomitare non rimuove il veleno dallo stomaco in maniera affidabile. Inoltre da tempo è noto che lo sciroppo di ipecac ha diversi effetti collaterali potenziali.
L'emetina tende infatti a persistere nell'organismo per lunghi periodi, e nei pazienti che ne fanno un uso cronico risulta essere estremamente tossica, in particolare per il muscolo cardiaco e i muscoli scheletrici.
Tra gli effetti collaterali più frequenti si segnala la possibilità di indurre miopatia e letargia, effetti questi che possono essere confusi con quelli del tossico, complicando la diagnosi.
In molti altri casi l'uso dello sciroppo di ipecac si è comunque rivelato meno efficace rispetto al ricorso ad altri trattamenti. Per questo motivo sono andati diffondendosi dubbi sulla reale efficacia della sostanza e del trattamento.
Alcuni Autori sono arrivati alla conclusione che sia ormai giunto il momento della scomparsa dell'ipecacuana come trattamento medico.
Recenti linee guida stabiliscono che l'uso dello sciroppo di ipecacuana presenta un rapporto rischio/beneficio accettabile solo in rare situazioni. In particolare quando non vi è alcuna controindicazione all'uso, non vi è la disponibilità di terapia alternativa efficace per ridurre l'assorbimento gastrointestinale (per esempio il carbone attivo), vi è una concreta possibilità che passi più di 1 ora prima che il paziente possa giungere a una struttura di emergenza, lo sciroppo di ipecac può essere somministrato entro 30-90 minuti dalla ingestione, il trattamento con lo sciroppo non pregiudicherà in alcun modo un trattamento successivo che potrà essere dopo eseguito in ospedale. In ogni caso l'indicazione all'uso dovrà avvenire solo a seguito di indicazione di un centro antiveleni o di un medico di pronto soccorso.

## Abuso di ipecacuana
Lo sciroppo di ipecac è utilizzato da persone malate di bulimia come metodo di eliminazione del cibo. Tale abuso in alcuni casi ha portato alla morte, visti gli squilibri elettrolitici causati dal vomito eccessivo e perciò il rischio di arresto cardiaco. Lo sciroppo di ipecacuana può anche essere usato dalle persone che trovano sessualmente stimolante il vomito (comportamento sessuale noto con il nome di emetofilia).